# 1883 na ciência

## Eventos
- Svante Arrhenius  desenvolve a teoria do íon para explicar a condutividade em eletrólitos.[1]
- O físico irlândes Osborne Reynolds realizou experimentos que caracterizavam o escoamento em dois tipos, sendo laminar ou turbulento em um estudo sobre o fluxo da água em longos tubos.[2]

## Nascimentos
| Data          | Nome                | Profissão                  | Nacionalidade                            | Observações                                                                                           | Ref         |
| ------------- | ------------------- | -------------------------- | ---------------------------------------- | --- | ----------- |
| 8 de janeiro  | Pentti Eelis Eskola | geólogo                    | Império Russo (Grão-Ducado da Finlândia) | m. 1964 Medalha Penrose 1951 Medalha Friedrich Becke 1958 Medalha Wollaston 1958 Prémio Vetlesen 1964 | [ 3 ] [ 4 ] |
| 27 de outubro | Alexander Fersman   | geoquímico e mineralogista | Império Russo                            | m. 1945 Prémio Lenin 1929 Prémio Estatal da URSS 1942 Medalha Wollaston 1943                          | [ 4 ]       |

## Mortes
| Data           | Nome             | Profissão              | Nacionalidade | Observações                                           | Ref         |
| -------------- | ---------------- | ---------------------- | ------------- | ----------------------------------------------------- | ----------- |
| 27 de setembro | Oswald Heer      | geólogo e botânico     | Suíça         | n. 1809 Medalha Wollaston 1874 Medalha Real 1877      | [ 4 ] [ 5 ] |
| 5 de outubro   | Joachim Barrande | geólogo e paleontólogo | França        | n. 1799 Medalha Wollaston 1857 Medalha Cothenius 1881 | [ 4 ] [ 6 ] |

## Prémios
Medalha Bigsby
- Henry Hicks[7]

Medalha Copley
- William Thomson[8]